# Jeanne de Balanda
Jeanne de Balanda, més coneguda com a Marie-Mercedes (Perpinyà, Rosselló, 13 de setembre de 1862 - Montevideo, Uruguai, 31 de març de 1925) fou una religiosa nord-catalana, membre de les Petites Sœurs de l'Assomption.

## Biografia
Nascuda a Perpinyà en 1862, Jeanne de Balanda era filla de Joseph de Balanda i d'Eulalie Chefdebien-Çagarriga, ambdós formaven part dels mitjans notables, catòlics i monàrquics del Rosselló. El seu besavi, Joan de Balanda, fou el darrer veguer del Rosselló i del Vallespir; va emigrar durant la revolució francesa.
Va ingressar al convent a l'edat de 10 anys entre les Ursulines de Blois, i després va ingressar en les Petites Sœurs de l'Assomption el 21 de novembre de 1888. Arran de la seva professió l'11 de març de 1891 va prendre el nom de Marie-Mercedes, en honor d'una il·lustre membre de la seva família, Maria de Cervelló, fundadora de la branca femenina de l'Orde de la Mercè al segle xiii.
Després de passar vuit anys a Saint-Étienne, en 1900 fou enviada com a assistent de la superiora de Nova York. Després, al febrer de 1901, va ser reclamada per dirigir la fundació d'un nou convent en un barri popular de Barcelona. Després de la Setmana Tràgica de 1909 nombrosos convents foren destruïts i Marie-Mercedes i altres religioses escaparen a peu de la ciutat. Va ser nomenada al juny de 1910 per ajudar a fundar un nou convent a Buenos Aires (Argentina). De la mateixa manera, va ser enviada a Montevideo el 1923 per fundar un altre convent. Després d'un breu retorn a França el 1925 durant el qual fou consultada per la refundació del convent de Barcelona, va tornar a Montevideo. Va sofrir problemes d'audició durant molts anys, i va morir allí atropellada per un cotxe que no havia sentit passar.